# Лінкольн (округ, Буенос-Айрес)
Округ Лінкольн (ісп. Lincoln) — адміністративно-територіальна одиниця 2-ого рівня у провінції Буенос-Айрес в центральній Аргентині. Адміністративний центр округу — Лінкольн (ісп. Lincoln).
Населення округу становить 41808 осіб (2010). Площа — 5782 кв. км.

## Історія
Округ заснований у 1865 році.

## Населення
У 2010 році населення становило 41808 осіб. З них чоловіків — 20505, жінок — 21303.

## Політика
Округ належить до 4-ого виборчого сектору провінції Буенос-Айрес.